# Ammothea stylirostris
Ammothea stylirostris là một loài nhện biển trong họ Ammotheidae. Loài này thuộc chi Ammothea. Ammothea stylirostris được miêu tả khoa học năm 1932 bởi Gordon.